# Ferdinand Buisson
Ferdinand Édouard Buisson, född 20 december 1841, död 16 februari 1932, var en fransk pedagog och politiker. Han verkade för en obligatorisk och icke-religiös skola, och arbetade för folkupplysning. Han var medstiftare till människorättsorganisationen Ligue des droits de l'homme, och var även dess ordförande mellan åren 1913 och 1926. År 1927 mottog han Nobels fredspris tillsammans med Ludwig Quidde.

## Liv och verk
Ferdinand Buisson föddes 1841. Hans far var undersökningsdomare i Paris. Han gick på gymnasiet i Saint-Étienne och studerade därefter filosofi vid Sorbonne i Paris. 1868 avslutade han sina studier, men fick ändå ingen anställning i Frankrike på grund av sin vägran att svära trohetsed gentemot Napoleon III. I stället reste han som lärare till Neuchâtel i Schweiz. Där deltog han 1867 i fredskongressen i Genève, under vilken det Internationella förbundet för fred och frihet grundades.
År 1870, efter att Napoleon III störtats, for Buisson tillbaka till Frankrike och blev på grund av sin vänskap med utbildningsministern Jules Simon ledare för skolväsendet i Paris. Han blev dock efter kort tid tvungen att träda tillbaka från denna position på grund av sin öppna kritik mot kyrkan. Under Simons efterträdare Jules Ferry blev skolväsendet 1879 reformerat och denne satte in Buisson på positionen som generalinspektör för uppfostringsväsendet. På denna position var han verksam i 17 år och offentliggjorde flera böcker. Från 1896 till 1906 var han professor vid Sorbonne och utgivare av en ordbok om pedagogik. Från 1902 till 1914, och senare från 1919 till 1924, var Buisson parlamentsledamot för departementet Seine. Han företrädde radikalsocialisterna. Som ledamot var han i synnerhet en ivrig förkämpe för obligatorisk sekulär utbildning och för kvinnlig rösträtt, samt för proportionella val. Han var ordförande för en kommission om frågan om åtskillnad mellan kyrka och stat, och vice ordförande för en kommission om social välfärdslagstiftning.  
Vid sidan av sin yrkesverksamhet var Buisson alltid förbunden med fredsrörelsen och engagerade sig för mänskliga och medborgerliga rättigheter. Han engagerade sig starkt för ett återupptagande av processen rörande Alfred Dreyfus, känd som Dreyfusaffären. Från 1913 till 1926 var Buisson ordförande för förbundet för mänskliga rättigheter ( Ligue des droits de l'homme), som från sitt grundande engagerade sig för att Dreyfus skulle befrias. Buisson uttalade sig i denna funktion framför allt för förföljda minoriteters rättigheter. Särskilt under första världskriget blev hans position för att iaktta mänskliga rättigheter även under krigstid, som han kraftigt förfäktade, populär. Versaillesfördraget fick stark kritik från honom. Nationernas förbund var däremot trots vissa kritiska punkter i hans ögon en möjlighet för ett internationellt fredsarbete. 1924 uttalade sig Buisson inför den tyska riksdagen för en fransk-tysk försoning och ackompanjerade talet med en "fredsresa" genom Tyskland.